# Diariatou Kebe
 (mars 2025).
Motif : Que des sources primaires
- Archive Wikiwix
- Bing
- Cairn
- DuckDuckGo
- E. Universalis
- Gallica
- Google
- G. Books
- G. News
- G. Scholar
- Persée
- Qwant
- (zh) Baidu
- (ru) Yandex
- (wd) trouver des œuvres sur Wikidata

| 1. | Préciser le motif de la pose du bandeau. | Précisez le motif de la pose du bandeau en utilisant la syntaxe suivante : {{admissibilité à vérifier\|date=août 2025\|motif=remplacez ce texte par le motif}}                      |
| 2. | Informer les utilisateurs concernés.     | Pensez à avertir le créateur de l'article, par exemple, en insérant le code ci-dessous sur sa page de discussion : {{subst:avertissement admissibilité à vérifier\|Diariatou Kebe}} |

Pour les articles homonymes, voir Kébé.
Diariatou Kebe est une écrivaine et militante franco-sénégalaise. Elle est présidente et fondatrice de l'Association Diveka, qui promeut la diversité des récits et des expériences d'enfants issus de minorités.

## Œuvres littéraires
Diariatou Kebe est l'autrice de plusieurs ouvrages qui explorent les thèmes de l'identité, de la maternité et de la représentation. Maman noire et invisible  publié en 2015 aborde les défis et les réalités de la maternité d'une femme noire dans un contexte socioculturel souvent peu représentatif. « En fait la littérature jeunesse n’est pas faite pour les non-blancs ».Il vise à donner une voix aux mères noires et à sensibiliser le public à leurs expériences uniques.

### Projets éditoriaux
Via l'Association Diveka, dont elle est présidente, Diariatou Kebe est également à l'origine de projets éditoriaux en partenariat avec les Éditions Rageot. Nos identités futures, celles qu'on imagine, celles qu'on espère (2024)  explore l'exploration des identités et des aspirations, offrant une plateforme pour des voix diverses et des histoires d'espoir.

## Engagement
En tant que militante, Diariatou Kebe se concentre sur la nécessité d'inclure des récits variés dans la littérature jeunesse. Son travail vise à sensibiliser le lectorat à la diversité culturelle et à encourager une meilleure représentation des enfants issus de milieux divers dans les livres pour la jeunesse.